# Кресс, Доротея
Доротея Кресс (до замужества — фон Зек; нем. Dorothea Kreß (von Seck); 26 августа 1924, Пёйде, Сааремаа — 25 октября 2018, Итцехо, Шлезвиг-Гольштейн) — западногерманская легкоатлетка, выступавшая в толкании ядра, метании диска и копья и пятиборье. Участница летних Олимпийских игр 1952 года.

## Биография
Доротея Кресс родилась 26 августа 1924 года в деревне Пёйде, Эстония.
Выступала в легкоатлетических соревнованиях за «Пиннеберг» и «Гольштейн» из Киля. В 1950 году стала чемпионкой ФРГ в толкании ядра, в 1951 году в той же дисциплине завоевала серебро, в 1952 году — бронзу.
Также выступала в метании диска и копья и пятиборье.
В 1952 году вошла в состав сборной ФРГ на летних Олимпийских играх в Хельсинки. В толкании ядра заняла 11-е место в финале, показав результат 12,91 метра и уступив 2,37 метра завоевавшей золото Галине Зыбиной из СССР.
Умерла 25 октября 2018 года в немецком городе Итцехо.

## Личный рекорд
- Толкание ядра — 13,26 (1952)[2]